# Wolfram Hirth

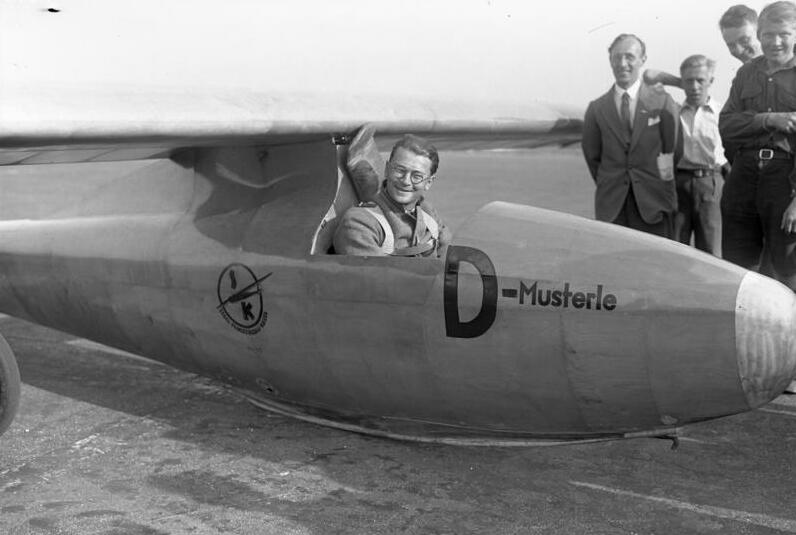
Wolf Hirth esperando un lanzamiento en el planeador Laubenthal H2-PL Musterle, en 1931.

Wolfram Kurt Erhard Hirth (28 de febrero de 1900 - 25 de julio de 1959) fue un piloto e ingeniero aeronáutico alemán, diseñador de planeadores.
Nació en Stuttgart (Alemania). Consiguió la licencia de piloto en 1920 y en 1924 perdió una pierna en un accidente de motocicleta. En 1928 se graduó en la Universidad Técnica de Stuttgart y posteriormente comenzó a diseñar y construir sus propios planeadores. Durante la década de los treinta viajó por todo el mundo dedicado a dar a conocer el vuelo sin motor. En uno de estos viajes de publicidad sufrió lesiones de gravedad al sufrir un accidente aéreo en Hungría.
En 1938 fundó juntó a Martin Schempp la compañía Schempp-Hirth, que es en la actualidad uno de los fabricantes más conocidos de planeadores.
Durante la Segunda Guerra Mundial y durante la ocupación aliada de Alemania, siguió dirigiendo la firma, pero no fue hasta 1951 cuando comenzaron de nuevo la producción de planeadores. 
Falleció en 1959 al desplomarse a tierra el aparato que pilotaba al sufrir un ataque al corazón.
- Datos: Q73750
- Multimedia: Wolf Hirth / Q73750